# 2e Golden Globe Awards
De 2e Golden Globe Awards, waarbij prijzen werden uitgereikt in verschillende categorieën voor de beste Amerikaanse films, vond plaats in januari 1945 in het Beverly Hills Hotel in Beverly Hills, Californië.

## Winnaars

#### Beste film
Going My Way

#### Beste regisseur
Leo McCarey - Going My Way

#### Beste acteur
Alexander Knox - Wilson

#### Beste actrice
Ingrid Bergman - Gaslight

#### Beste mannelijke bijrol
Barry Fitzgerald - Going My Way

#### Beste vrouwelijke bijrol
Agnes Moorehead - Mrs. Parkington